# Condado de Sully
O Condado de Sully é um dos 66 condados do Estado americano da Dakota do Sul. A sede do condado é Onida, e sua maior cidade é Onida. O condado possui uma área de 2 772 km² (dos quais 164 km² estão cobertos por água), uma população de 1 556 habitantes, e uma densidade populacional de 0,5 hab/km² (segundo o censo nacional de 2000).